# Comuna de Ozorków
Ozorków (polaco: Gmina Ozorków) é uma gminy (comuna) na Polónia, na voivodia de Lodz e no condado de Zgierski. A sede do condado é a cidade de Ozorków.
De acordo com os censos de 2004, a comuna tem 6477 habitantes, com uma densidade 68,1 hab/km².

## Área
Estende-se por uma área de 95,17 km², incluindo:
- área agricola: 78%
- área florestal: 13%

## Demografia
Dados de 30 de Junho 2004:
|                      | Total   | Total | Mulheres | Mulheres | Homens  | Homens |
| -------------------- | ------- | ----- | -------- | -------- | ------- | ------ |
|                      | pessoas | %     | pessoas  | %        | pessoas | %      |
| População            | 6477    | 100   | 3253     | 50,2     | 3224    | 49,8   |
| Densidade (pop./km²) | 68,1    | 100   | 34,2     | 34,2     | 33,9    | 33,9   |

De acordo com dados de 2002, o rendimento médio per capita ascendia a 1518,09 zł.

## Subdivisões
- Aleksandria, Boczki, Borszyn, Cedrowice-Opalanki, Cedrowice-Parcela, Celestynów-Katarzynów, Czerchów-Dybówka, Helenów, Konary, Leśmierz, Małachowice, Małachowice-Kolonia, Maszkowice, Modlna, Muchówka, Ostrów, Parzyce, Sierpów, Skotniki, Skromnica-Tkaczew, Sokolniki, Sokolniki-Las, Sokolniki-Parcela, Solca Mała ,Solca Wielka, Śliwniki, Tymienica, Wróblew.

## Comunas vizinhas
- Góra Świętej Małgorzaty, Łęczyca, Ozorków, Parzęczew, Zgierz